# Храстовац (Какањ)
Храстовац су насељено мјесто у Босни и Херцеговини у општини Какањ које административно припада Федерацији Босне и Херцеговине. Према попису становништва из 1991. у насељу је живјело 299 становника.

## Становништво
По последњем службеном попису становништва из 1991. године, Храстовац је имао 299 становника. Сви становници су били Муслимани. Муслимани се данас углавном изјашњавају као Бошњаци.